# Chora (Software)
Chora ist eine eingestellte, freie Webanwendung zum Betrachten von CVS-Repositories. Chora basiert auf dem Horde-Framework und benötigt eine lauffähige Horde-Installation, um funktionieren zu können.
Die Grundlagen von Chora sind stark an das FreeBSD-CVSweb-Script angelehnt. Chuck Hagenbuch portierte einiges an Code vom Perl-basierten CVSweb nach PHP für Chora. Nachdem Hagenbuch fertig war, schrieb Anil Madhavapeddy den Code nochmals um (angeblich weil er ihn einfach nicht verstand) und führte eine PHP-basierte CVSlib ein. Ab Version 2.0-alpha beherrscht Chora die Fähigkeit, neben CVS auch Subversion-Repositorys darzustellen.

## Namensgebung
Der Name ergab sich nicht direkt aus dem griechischen Wort χώρα („Land, Materie, Raum“), sondern aus der Romanserie Wheel of Time (deutsch: Das Rad der Zeit) von Robert Jordan. Darin kommt ein Baum des Lebens namens Chora vor. Den Programmautoren Hagenbuch und Madhavapeddy gefiel die Anlehnung von Bäumen an CVS Trees. Sie wählten deshalb Chora als Namen ihrer neuen Applikation.